# Interview (researchteknik)
 For alternative betydninger, se Interview. (Se også artikler, som begynder med Interview)
Et interview er en researchteknik, der bygger på en spørgsmål-svar-logik. Formålet med interviews er som regel at opnå ny viden.

## Former for interviews
Som udgangspunkt kan interviewet som researchteknik og forskningsmetode inddeles i tre typer. Derudover findes det uformelle interview, der er kendetegnet ved sin tilfældighed, og fokusgruppeinterviewet, hvor en samtale mellem flere personer tilrettelægges med henblik på at opnå viden om sociale interaktioner og forhandlinger.

### Formelle interviews med én informant
For det første kan der være tale om det strukturerede interview, hvor interviewet har en klar og fast form. Alle spørgsmål er udformet på forhånd, ligesom deres rækkefølge er tilrettelagt. På den måde tilpasser udspørgeren ikke interviewet til det, som interviewpersonen, dvs. vedkommende der udspørges, siger. Dette minder om et spørgeskema og bruges til at udspørge om emner, som man allerede har et generelt kendskab til, men ønsker at forholde kilden til. Det vil sige, at man før et struktureret interview skal have et udtømmende overblik over alt relevant, da man ikke undervejs tilføjer emner og spørgsmål.
For det andet kan der være tale om det ustrukturerede interview. Modsat det strukturerede interview har det ustrukturerede interview ingen planlagt ramme. I sin grundform tager det ustrukturerede interview ikke udgangspunkt i noget, men i praksis kræver alle interviews som regel at blive sat i gang med af et spørgsmål eller med et emne. Interviewet tager herefter form som noget, der minder om en samtale, hvor et svar fører til det næste spørgsmål alt efter hvad, udspørgeren finder relevant i øjeblikket. Dette sætter derfor krav til, at udspørgeren har et godt kendskab til interviewpersonens livsverden og/eller det emne, interviewet drejer sig om, da det kræver en vis indsigt at kunne bedømme hvad, som er relevant at spørge videre ind til efter et svar er givet.
For det tredje kan interviewet tage form som det semistrukturerede interview, der lægger sig i mellem de to ovenstående yderpoler. Udgangspunktet for det semistrukturerede interview er den på forhånd udarbejdede interviewguide, der opstiller en række emner og/eller spørgsmål, interviewet skal følge. Da dette er en guide og ikke et spørgeskema, er der mulighed for at vige væk fra interviewguiden. Det kan gøres, hvis udspørgeren i øjeblikket vurderer, at et spørgsmål er irrelevant, eller hvis intervieweren ønsker at spørge yderligere ind til noget, som interviewpersonen har sagt.

### Interviews med flere informanter
Mens hensigten med 1-1-interviews som udgangspunkt er at opnå viden om tankerne, oplevelserne, reaktionerne, følelserne og holdningerne hos én person, implicerer det også, at informantens udsagn er udtryk for informantens egen stillingtagen, men mennesker er reelt ikke isolereret, og det klassiske interview mangler derfor et vigtigt komponent: forhandling af mening. Det er imidlertid styrken ved at interviewe en gruppe mennesker på samme tid. På den måde kan man studere den sociale forhandling, som informanterne foretager, når de snakker sammen om et givent spørgsmål.
Informanterne i et gruppeinterview skal ikke nødvendigvis komme til enighed i besvarelsen af et spørgsmål, men det ses ofte, at man regulere sine egne udsagn for socialt at være acceptabel i gruppen. Det er denne proces, som gruppeinterviewet kan tydeliggøre.:137  Det er imidlertid vigtigt, at gruppeinterviews også bliver analyseret i kraft af deres sammensætning og kontekst. Man må eksempelvis antage, at en gruppe, der på forhånd internt er enige, forhandler anerledes om en givent emne end en gruppe, der er uenige. Som udgangspunkt kan gruppeinterviewet derfor ikke bruges til at opnå specifik viden om f.eks. holdninger, en given informant kunne have, men til at undersøge hvilken betydning f.eks. sociale relationer, magt, sprog og forhandlinger har for den enkeltes sociale adfærd.

### Uformelle interviews
Uformelle interviews finder som udgangspunkt sted mellem interviewer og informant, uden at det er aftalt på forhånd, og hvor interviewets indhold og udvikling naturligt opstår. Interviewsene bruges ofte undervejs i et deltagerobservationsstudie, hvor forskeren naturligt får kontakt med informanter i feltet, som interviewes uden forberedelse af det specifikke interview. Spørgsmålene er derimod formuleret på baggrund af de observationer, som forskeren konkret har gjort sig under observationen, eller temaer, som forskeren på forhånd har gennemtænkt, men ikke nødvendigvis planlagt efter.
Det uformelle interview kan laves med én eller flere informanter, men forskeren bør være opmærksom på de implikationer antallet af informanter har på interviewet og det, man således kan konkludere på baggrund interviewet. Derudover kan uformelle interviews betyde, at der opstår bias i hvem blandt det samlede felt, der bliver interviewet. Hvis forskeren eksempelvis observerer turister på Strøget i København og ønsker at forstå hele Strøget som felt, bør forskeren lave flere uformelle interviews i ikke bare én butik, men et sammensat sæt af butikker. Forskeren bør sikre sig mod at introducere blindspots.

## Brug af interview
Interviews kan eksempelvis dække over en journalist, der spørger en kilde om oplysninger. Interviews kan danner ofte basis for artikler inden for forskellige journalistiske genrer. I udarbejdelsen af artikler, interviewer journalisten både kilder til baggrund, dvs. for at opnå viden, og til citat, dvs. med henblik på at gengive kildens ord i artiklen. Interviewet som journalistisk genre kendes både fra dagblade, magasiner, radio, TV og især talkshows, hvor hele indslaget består af et interview med en eller flere kilder, som gengives live eller forskudt samt uredigeret eller tilsyneladende uredigeret. Modsat det journalistiske researchinterview er interviewgenren ofte tilrettelagt på forhånd, så det for modtageren af interviewet fremstår som en helt produkt.
Som forskningsmetode bruges interviewet som redskab til at opnå ny viden. Selvom kvantitative surveys, dvs. spørgeskemaundersøgelser, også kan tage form som strukturerede interviews, er der som regel tale om det kvalitative forskningsinterview, hvilket dækker over (som regel) det u- eller semistrukturerede interview. Livsverdensinterviewet, hvor interviewpersonen spørges ind til sin livsverden, hvilket for eksempel vil sige sine holdninger, overbevisninger, minder eller forhåbninger, er den mest udbredte metode. Interviews kan være den del af et observationsstudie. Hvis man eksempelvis observerer køkultur i nattelivet, giver det god mening også at snakke med de mennesker, man observerer.
Ordet bruges desuden også ofte i betydningen jobsamtale eller i andre sammenhænge, hvor en eller flere personer udspørger en eller flere andre personer. Det kan f.eks. dreje sig om politiafhøringer eller vidnesbyrd i retssager.